# Campeonato Paulista de Hóquei
O Campeonato Paulista de Hóquei em Patins é a competição estadual desse esporte no estado de São Paulo. É realizado desde 1913, com algumas interrupções. 
Esta competição é organizada, desde 2013, pela Federação Paulista de Hóquei sobre Patins (FPHSP).

## História
O Campeonato Paulista foi o primeiro torneio de hóquei em patins organizado no Brasil. A primeira edição foi disputada em 1913, mas sofreu diversas interrupções ao longo dos anos. 
A competição é disputada entre os times de hóquei sobre patins do estado de São Paulo e organizado atualmente pela Federação Paulista de Hóquei sobre Patins (FPHSP).

### Participantes 2018
- Sertãozinho Hóquei Clube
- Associação Portuguesa de Desportos
- Clube Internacional de Regatas

## Lista dos campeões

### Campeonato Paulista
| Ano  | Campeão                            | Vice-Campeão                       | Noticia |
| ---- | ---------------------------------- | ---------------------------------- | ------- |
| 2018 | Sertãozinho Hóquei Clube           | Associação Portuguesa de Desportos | [ 1 ]   |
| 2016 | Mogiana Hóquei Clube               | Associação Portuguesa de Desportos | [ 2 ]   |
| 2015 |                                    |                                    |         |
| 2014 | Mogiana Hóquei Clube               |                                    |         |
| 2013 |                                    |                                    |         |
| 2012 | Associação Portuguesa de Desportos | Sertãozinho Hóquei Clube           |         |
| 2011 | Sertãozinho Hóquei Clube           | Associação Portuguesa de Desportos | [ 3 ]   |
| 2010 | Sertãozinho Hóquei Clube           | Clube Internacional de Regatas     |         |
| 2009 |                                    |                                    |         |
| 2008 | Sertãozinho Hóquei Clube           |                                    |         |
| 2007 | Sertãozinho Hóquei Clube           |                                    |         |
| 2006 |                                    |                                    |         |
| 2005 |                                    |                                    |         |
| 2004 | Associação Portuguesa de Desportos |                                    |         |
| 2003 | Sertãozinho Hóquei Clube           |                                    |         |
| 2002 | Sertãozinho Hóquei Clube           |                                    |         |
| 2001 | Sertãozinho Hóquei Clube           |                                    |         |
| 2000 | Sertãozinho Hóquei Clube           |                                    |         |
| 1999 | Sertãozinho Hóquei Clube           |                                    |         |
| 1998 | Sertãozinho Hóquei Clube           |                                    |         |
| 1997 | Sertãozinho Hóquei Clube           |                                    |         |
| 1996 | Sociedade Esportiva Palmeiras      |                                    |         |
| 1995 | Sociedade Esportiva Palmeiras      |                                    |         |
| 1994 |                                    |                                    |         |
| 1993 | Sertãozinho Hóquei Clube           |                                    |         |
| 1992 | Sertãozinho Hóquei Clube           |                                    |         |
| 1991 | Sertãozinho Hóquei Clube           |                                    |         |
| 1990 | Sertãozinho Hóquei Clube           |                                    |         |
| 1989 | Sertãozinho Hóquei Clube           |                                    |         |
| 1988 | A. D. C. Smar (Sertãozinho)        |                                    |         |
| 1987 | Sertãozinho Hóquei Clube           |                                    |         |
| 1986 | Sertãozinho Hóquei Clube           |                                    |         |
| 1985 | Sertãozinho Hóquei Clube           |                                    |         |
| 1984 | Sertãozinho Hóquei Clube           |                                    |         |
| 1983 | Clube Internacional de Regatas     |                                    |         |
| 1982 | Clube Internacional de Regatas     |                                    |         |
| 1981 | Clube Internacional de Regatas     |                                    |         |

| Ano  | Campeão                                         | Vice-Campeão  | Noticia |
| ---- | ----------------------------------------------- | ------------- | ------- |
| 1980 | Sertãozinho Hóquei Clube                        |               |         |
| 1979 | Clube Internacional de Regatas                  |               |         |
| 1978 | Palmeiras ou Clube Internacional de Regatas     |               |         |
| 1977 | Clube Internacional de Regatas                  |               |         |
| 1976 | Clube Internacional de Regatas                  |               |         |
| 1975 | Clube Internacional de Regatas                  |               |         |
| 1974 | Clube de Regatas Santista                       |               |         |
| 1973 | Clube de Regatas Santista                       |               |         |
| 1972 | Sociedade Esportiva Palmeiras                   |               |         |
| 1971 | Clube de Regatas Santista                       |               |         |
| 1970 | Associação Portuguesa de Desportos              |               |         |
| 1969 | Associação Portuguesa de Desportos              |               |         |
| 1968 | Associação Portuguesa de Desportos              |               |         |
| 1967 | Palmeiras ou Clube Internacional de Regatas     |               |         |
| 1966 | Associação Portuguesa de Desportos              |               |         |
| 1965 | Associação Portuguesa de Desportos              |               |         |
| 1964 | Palmeiras ou Associação Portuguesa de Desportos |               |         |
| 1963 | Associação Portuguesa de Desportos              |               |         |
| 1962 | Associação Portuguesa de Desportos              |               |         |
| 1961 | Associação Portuguesa de Desportos              |               |         |
| 1960 | Associação Portuguesa de Desportos              |               |         |
| 1959 | Associação Portuguesa de Desportos              |               |         |
| 1958 | Sociedade Esportiva Palmeiras                   |               |         |
| 1957 | Sociedade Esportiva Palmeiras                   |               |         |
| 1956 | Sociedade Esportiva Palmeiras                   |               |         |
| 1955 |                                                 |               |         |
| 1954 |                                                 |               |         |
| 1953 |                                                 |               |         |
| 1952 |                                                 |               |         |
| 1951 | Clube Internacional de Regatas                  |               |         |
| 1950 | Clube Internacional de Regatas                  |               |         |
| 1949 |                                                 |               |         |
| 1948 |                                                 |               |         |
| 1932 | Palmeiras                                       |               |         |
| 1929 | Palmeiras                                       |               |         |
| 1913 | Skating Palace HC                               | White Star HC |         |

### Títulos por clube
Campeonato Paulista
| Equipe                             | Títulos confirmados | Último título |
| ---------------------------------- | ------------------- | ------------- |
| Sertãozinho Hóquei Clube           | 25                  | 2018          |
| Associação Portuguesa de Desportos | 11                  | 2012          |
| Palmeiras                          | 9                   | 2009          |
| Clube Internacional de Regatas     | 9                   | 1983          |
| Clube de Regatas Santista          | 3                   | 1974          |
| Mogiana Hóquei Clube               | 2                   | 2016          |
| Smar Hóquei Clube                  | 1                   | 1988          |
| Skating HC                         | 1                   | 1913          |